# Købt og betalt (film fra 1922)
Købt og betalt er en amerikansk stumfilm fra 1922 af William C. deMille.

## Medvirkende
- Agnes Ayres som Virginia Blaine
- Jack Holt som Robert Stafford
- Walter Hiers som James Gilley
- Leigh Wyant som Fanny Blaine
- George Kuwa som Oku
- Bernice Frank
- Ethel Wales